# Radek Fukala
Radek Fukala (* 20. března 1963 Karviná) je český historik specializující se na evropské dějiny novověku, z nich pak zejména na dějiny vedlejších zemí Koruny české.

## Život
Po studiu na Pedagogické fakultě v Ostravě (1983–1988 obor čeština-dějepis) působil jako učitel na základní škole. V letech 1992–1995 jako odborný asistent na katedře historie Filozofické fakulty Ostravské univerzity a od roku 1995 jako pracovník Ústavu historie a muzeologie Slezské univerzity v Opavě. V roce 1997 dokončil doktorandské studium na Historickém ústavu filozofické fakulty Masarykovy univerzity v Brně a v roce 2003 obhájil habilitační práci na filozofické fakultě Univerzity Karlovy v Praze. V letech 2004–2011 působil na filozofické fakultě Univerzity Hradec Králové a od roku 2011 působí na filozofické fakultě Univerzity Jana Evangelisty Purkyně v Ústí nad Labem. Dne 24. června 2011 jej prezident Václav Klaus jmenoval profesorem.

## Publikace

### Samostatné publikace
- Role Jana Jiřího Krnovského ve stavovských hnutích. Opava: Ústav historie a muzeologie Filozoficko-přírodovědecké fakulty Slezské univerzity, 1997. 271 s. ISBN 80-85879-15-8.
- Stavovská politika na Opavsku v letech 1490-1631. Opava: Slezská univerzita, Filozoficko-přírodovědecká fakulta, Ústav historie a muzeologie, 2004. 128 s. ISBN 80-7248-200-9.
- Hohenzollernové v evropské politice 16. století. Mezi Ansbachem, Krnovem a Královcem (1523–1603). Praha: NLN, Nakladatelství Lidové noviny, 2005. 234 s. ISBN 80-7106-782-2.
- Jan Jiří Krnovský. Stavovské povstání a zápas s Habsburky. České Budějovice: Veduta, 2005. 396 s. ISBN 80-86829-11-1.
- Sen o odplatě. Dramata třicetileté války. Praha: Nakladatelství Epocha (edice: Polozapomenuté války, svazek 5), 2005. 389 s. ISBN 80-86328-84-8.
- Slezsko neznámá země Koruny české. Knížecí a stavovské Slezsko do roku 1740. České Budějovice: Veduta, 2007. 344 s. ISBN 978-80-86829-23-4.
- Silesia. The Society of Elites. Silesian Dukes and Estates (1437-1740). Ústí nad Orlicí: Filosofická fakulta Univerzita Hradec Králové-Oftis, 2008. 120 s. ISBN 978-80-7405-029-9.
- Reformace ve Slezsku a na Opavsku. Opava: Slezská univerzita v Opavě, Filozoficko-přírodovědecká fakulta, Ústav historických věd, 2010. 181 s. ISBN 978-80-7248-603-8.
- Velká válka s křižáky 1409–1411. Světla a stíny grunvaldského vítězství. Praha: Nakladatelství Epocha (Edice Polozapomenuté války), 2011. 244 s. ISBN 978-80-7425-114-6.
- Třicetiletá válka, nebo všeobecný evropský konflikt 17. století? Otázky, úvahy a problémy. České Budějovice: Veduta, 2012. 194 s. ISBN 978-80-86829-81-4.
- Konec zimního království a poslední ohniska odporu. České Budějovice: Veduta, 2016. 502 s. ISBN 978-80-88030-13-3. Filozofická fakulta Univerzity Jana Evangelisty Purkyně ISBN 978-80-7414-925-2.
- Sen o odplatě. Dramata třicetileté války. Praha: Nakladatelství Epocha (edice: Polozapomenuté války, svazek 5), 2016. 400 s. ISBN 978-80-7557-013-0 (druhé, doplněné vydání).
- Třicetiletá válka 1618–1648: Pod vítězným praporem habsburské moci (Od lokálních konfliktů k velké válce). I. díl 1618–1629. České Budějovice: Veduta, 2018, 224 s. ISBN 978-80-88030-26-3.
- Třicetiletá válka 1618–1648: Pod taktovkou kardinála Richelieua (Tragédie kontinentálního konfliktu). II. díl 1630–1648. České Budějovice: Veduta, 2018, 202 s. ISBN 978-80-88030-30-0.
- Velká válka s křižáky 1409–1411. Světla a stíny grunvaldského vítězství. Praha: Nakladatelství Epocha (Edice Polozapomenuté války), 2018, 248 s. ISBN 978-80-7557-136-6. (druhé, upravené vydání).

### Zahraniční publikace
- Dramat Europy. Wojna trzydziestoletnia (1618–1648) a kraje Korony czeskiej. Wrocław : Seria Czeski Horyzont, Oficyna Wydawnicza ATUT, 2015. 460 s. ISBN 978-83-7977-049-6.

### Učebnice a skripta
- Manýrismus a globální krize 17. století?. Opava: Slezská univerzita, Filozoficko-přírodovědecká fakulta : Ústav historie a muzeologie, 2000. 96 s. ISBN 80-7248-048-0.
- Třicetiletá válka. Konflikt, který změnil Evropu. Opava: Slezská univerzita, Filozoficko-přírodovědecká fakulta, 2001. 143 s. ISBN 80-7248-086-3.
- 17. století: epocha globální krize?. Hradec Králové: Gaudeamus, Univerzita Hradec Králové, 2005. 94 s. ISBN 80-7041-667-X.
- České středověké dějepisectví, I/1: Od počátků až do doby Karlovy.. Ústí nad Labem: KHI, FF UJEP, 2013. (opora, učební text).
- Historiografie, I. Škola Annales. Teoretická východiska směru. Ústí nad Labem: KHI, FF UJEP, 2013. (opora, učební text).
- 17. století: epocha globální krize?. Ústí nad Labem: KHI, FF UJEP (spoluautor: Kristina Kaiserová), 2014. 153 s. (opora, učební text).
- Správní a právní dějiny. In: Heslář ke studiu správních a kulturních dějin středověku a raného novověku. Ústí nad Labem: KHI, FF UJEP (spoluautoři: Filip Hrbek, Antonín Kadlec, Ivana Kočová, David Tomíček), 2015. 105 s. (opora, učební text).